# Xã Tremont, Quận Schuylkill, Pennsylvania
Xã Tremont (tiếng Anh: Tremont Township) là một xã thuộc quận Schuylkill, tiểu bang Pennsylvania, Hoa Kỳ. Năm 2010, dân số của xã này là 280 người.